# Saxifraga chionophila
Saxifraga chionophila är en stenbräckeväxtart som beskrevs av Adrien René Franchet. Saxifraga chionophila ingår i Bräckesläktet som ingår i familjen stenbräckeväxter. Inga underarter finns listade i Catalogue of Life.